# 方偉達
方偉達（1966年2月14日—），祖籍浙江遂安，出生於臺灣高雄，臺灣作家，濕地、環境保護與環境教育學者。現為濕地科學家學會亞洲主席、社團法人台灣濕地學會理事長、中華民國環境教育學會理事長。2012年開始任教於國立臺灣師範大學環境教育研究所，2019年2月升任優聘教授，2019年8月升任所長，2023年4月升任國立臺灣師範大學理學院副院長，2024年8月升任特聘教授，全球前2%頂尖科學家。2023年8月1日教育部核定國立臺灣師範大學所名調整為永續管理與環境教育研究所，成為國內第一位永續所所長。其並為社團法人台灣濕地學會、濕地科學家學會亞洲委員會創始人之一，致力於濕地生態保護並推廣傳統濕地營造法。除發表於國內外期刊之專業學術論著外，也撰寫各類散文；其著作《生態瞬間》彙整了2007-2008年於《人本教育札記》月刊撰寫的同名系列專欄，該專欄榮獲該年度金鼎獎「最佳專欄寫作獎」。此外並撰寫了包括《臺灣濕地誌: 從東亞文明到臺灣與周遭島嶼的濕地變遷、人群流動與物種演替史卷》、《環境教育》、《闇黑論文寫作》、《闇黑研究方法》、《人文社科研究方法》、《期刊論文寫作與發表》、《節慶觀光與民俗》、《國際會議與會展產業概論》、《生態旅遊》等各類書籍20餘部。翻譯作品包括《量子糾纏 : 黑爾戈蘭島的奇幻旅程》、《普丁戰爭 : 從車臣到烏克蘭 : "俄烏戰爭"為什麼重要?》、《俄羅斯簡史: 從異教徒到普丁總統》，從事教職之前曾任職於行政院環境保護署12年。

## 學術生涯
1984年，方偉達於國立臺灣師範大學附屬高級中學畢業後進入國立中興大學法商學院地政學系就讀，並於1989年取得學士學位，1991年考取考試院土地行政人員高等考試及格。後前往美國求學，進入亞歷桑納州立大學環境規劃研究所，於1994年取得碩士學位。1998年考取教育部公費留學考試海岸濕地保護及復育學門，再次赴美，2001年於哈佛大學景觀建築研究所取得第二個碩士學位，2005年於德州農工大學生態系統科學暨管理研究所取得博士學位。方偉達迄今國內外學術專書和期刊審查論文超過200篇，包含SCI、SSCI、TSSCI、EI期刊論文超過100篇以上

### 環境教育
方偉達在2012年2月開始於國立臺灣師範大學環境教育研究所任教，2019年2月升任優聘教授，2019年8月升任所長。2023年4月升任國立臺灣師範大學理學院副院長。2024年8月升任特聘教授。2023年8月1日教育部核定國立臺灣師範大學所名調整為永續管理與環境教育研究所，成為國內第一位永續所所長。過去除在國立臺灣師範大學擔任教授、副教授、助理教授及兼任環境安全衛生中心主任外，也曾於中華大學休閒遊憩規劃與管理學系擔任助理教授、於東海大學景觀學系擔任客座助理教授、於國立台南大學生態旅遊研究所擔任兼任助理教授，以及於國立臺灣大學建築與城鄉研究所擔任兼任助理教授。學術研究及發表之論文包含環境教育、環境心理學等主題。並常於大愛電視人文講堂等大眾傳播媒體推廣環境教育。

### 濕地生態學
方偉達為臺灣濕地學會、濕地科學家學會亞洲委員會創始人之一。自2012年起擔任國際濕地科學家學會亞洲主席，2021年當選社團法人台灣濕地學會理事長，亞洲第一位獲得濕地專業科學家(Professional Wetland Scientists, PWS)證書認證。2019年、2023年、2024年和拉姆薩公約東亞中心（位於韓國）共同主辦2019年、2023年亞洲濕地大會、2024國際濕地大會；2017-2018年間擔任拉姆薩公約科學技術審查委員會國際觀察員；2018年獲英國IMPACT雜誌年度人物誌之專欄介紹；2020年與國際濕地科學家學會共同主辦視訊會議。常於韓國、中國、美國等地進行濕地保護等相關主題之演講，並於中國吉林省中國科學院東北地理與農業生態研究所擔任客座講座，也被中國科學院東北地理與農業生態研究所聘為特聘研究員。並於中國北京市中國科學院大學資環學院講授保護區規劃之課程。

## 獲獎
- 金鼎獎：2008年方偉達在人本教育文教基金會所出版的《人本教育札記》月刊撰寫《生態瞬間》專欄系列，獲該年度行政院新聞局舉辦之金鼎獎「最佳專欄寫作獎」[6]。
- 國際濕地科學家學會領袖服務獎（2011 & 2017 SWS President's Service Award）[27]。
- 國際濕地科學家學會最佳副主編獎（2015 Doug Wilcox Award）[28]。
- 林業及自然保育有功人士：因長年守護濕地環境、協助保育法規制定，並致力推廣環境教育，代表臺灣參與國際性的拉姆薩公約科學技術審查委員會議，於2017年獲行政院農業委員會授予「林業及自然保育有功人士」[29]。
- 學術類三等環境保護專業獎章：因方偉達長期致力於環境教育研究，培育環境保護專業人才，積極拓展國際環境教育經驗交流與合作，教學與研究推動成效受國際肯定，於2023年獲行政院環境保護署授予「學術類三等環境保護專業獎章」[30]。
- 全球前2%頂尖科學家（World’s Top 2% Scientist）：美國史丹佛大學2024年9月16日公布全球前2%頂尖科學家，名列「2023年度科學影響力排行榜」[31]。

## 著作
- 《臺灣濕地誌: 從東亞文明到臺灣與周遭島嶼的濕地變遷、人群流動與物種演替史卷》方偉達, 初版.  初版. 臺北市: 野人文化出版社. 2024: 389. ISBN 9786267555231. OCLC 1482423168.
- 《闇黑論文寫作: 一本從碩博生到學者撰寫論文發表期刊所需的專業手冊》[9]
- 《闇黑研究方法: 只要懂闇黑, 你也可以好好做研究》[10]
- 《環境教育：理論、實務與案例》[8]
- 《人文社科研究方法》[11]
- 《期刊論文寫作與發表》[12]
- 《圖解：如何舉辦會展活動–SOP標準流程和案例分析》[32]
- 《圖解：節慶觀光與民俗–SOP標準流程與案例分析》
- 《生態瞬間》[5]
- 《節慶觀光與民俗》[13]
- 《國際會議與會展產業概論》[14]
- 《生態旅遊》[15]
- 《休閒設施管理》[33]
- 《濕地工程與科學》[34]
- 《聽濕地在唱歌》
- 《城鄉-生態規劃、設計與批判》
- 《Tourism in Emerging Economies: The Way We Green, Sustainable, and Healthy》[35]
- 《Envisioning Environmental Literacy: Action and Outreach》[36]
- 《The Living Environmental Education: Sound Science Toward a Cleaner, Safer, and Healthier Future》[37]
- 《Ecotourism: Environment, Health, and Education》[38]

## 譯作
- 《愛與數學：從童年夢想到解密宇宙，一場穿越理性與情感的心靈旅程》方偉達, 初版.  初版. 臺北市: TVBS. 2025: 392. ISBN 9786269950621. OCLC 1436668555.
- 《量子糾纏 : 黑爾戈蘭島的奇幻旅程》方偉達, 初版.  初版. 臺北市: TVBS. 2024: 251. ISBN 9786269750757. OCLC 1436668555.
- 《普丁戰爭 : 從車臣到烏克蘭 : "俄烏戰爭"為什麼重要?》方偉達, 初版.  初版. 臺北市: 五南圖書出版股份有限公司. 2023. ISBN 9786263661615. OCLC 1396784700.
- 《俄羅斯簡史: 從異教徒到普丁總統》方偉達, 初版.  初版. 臺北市: 五南圖書出版股份有限公司. 2022: 192. ISBN 9786263432079. OCLC 1380741313.